# Xã Sheridan, Quận LaMoure, Bắc Dakota
Xã Sheridan (tiếng Anh: Sheridan Township) là một xã thuộc quận LaMoure, tiểu bang Bắc Dakota, Hoa Kỳ. Năm 2010, dân số của xã này là 28 người.